# 第戎新门站
第戎新门站是法国的一个铁路车站，位于法国城市第戎，是该市境内的一个通勤车站，所有停靠第戎新门站的列车均停靠第戎城站。

## 位置
第戎新门站位于第戎老城区的东部，距离第戎站直线距离大约2公里。车站呈南北走向，开口朝西，紧邻10月30日广场，乘坐第戎市区公交3路、6路和11路可以前往。

## 停靠线路
以下列车线路在第戎新门站停靠：
| 第戎新门站列车线路表 |            |              |              |                 |
| 线路                 | 车种       | 上一站       | 下一站       | 大致运行频率    |
| 第戎→巴黎东          | INTERCITÉS | 第戎         | 蒂耶河畔伊斯 | 每天1班（单向） |
| 第戎—兰斯            | INTERCITÉS | 第戎         | 蒂耶河畔伊斯 | 每天2趟左右     |
| 第戎—兰斯            | TER        | 第戎         | 蒂耶河畔伊斯 | 每天2趟左右     |
| 香槟沙隆→第戎        | TER        | 蒂耶河畔伊斯 | 第戎         | 每天1班（单向） |
| 第戎—肖蒙/特鲁瓦     | TER        | 第戎         | 蒂耶河畔伊斯 | 每天2趟左右     |
| 第戎—蒂耶河畔伊斯    | TER        | 第戎         | 吕费         | 每天4~12趟      |
| 1. 2.                |            |              |              |                 |

## 配套交通

### 大巴车
第戎新门站对应的大巴车上下车地点位于车站附近的"30 Octobre"公交站站台，科多尔省政府下属的科多尔省省内客运公司提供少量省内大巴车线路。
此外，当某条铁路线施工或罢工时，SNCF也会提供途径该线路沿途站点的大巴车。

### 市内交通
第戎新门站对应的公交车站有两个："SNCF Porte-Neuve"和"30 Octobre"，分别位于第戎新门站西侧大约60米和西南侧大约110米
- 停靠SNCF Porte-Neuve站的公交线路包括：第戎公交11路。
- 停靠30 Octobre站的公交线路包括：第戎公交3路、6路、11路和34路，以及科多尔省政府提供的省内大巴车。

## 临近车站
| 第戎新门站（Gare de Dijon-Porte-Neuve） |                        |          |
| 上行车站                                | 线路                   | 下行车站 |
| 第戎城站                                | 第戎－蒂耶河畔伊斯铁路 | 吕费站   |